# 1202
- Wikisource

| Calendário gregoriano                                                        | 1202 MCCII                                           |
| Ab urbe condita                                                              | 1955                                                 |
| Calendário arménio                                                           | 651 – 652                                            |
| Calendário bahá'í                                                            | -642 – -641                                          |
| Calendário budista                                                           | 1746                                                 |
| Calendário chinês                                                            | 3898 – 3899 Início a 26 de janeiro (aproximadamente) |
| Calendário copta                                                             | 918 – 919                                            |
| Calendário etíope                                                            | 1194 – 1195                                          |
| Calendários hindus - Vikram Samvat - Calendário nacional indiano - Cáli Iuga | 1257 – 1258 1123 – 1124 4302 – 4303                  |
| Calendário Holoceno                                                          | 11202                                                |
| Calendário islâmico                                                          | 598 – 599                                            |
| Calendário judaico                                                           | 4962 – 4963                                          |
| Calendário persa                                                             | 580 – 581                                            |
| Calendário rúnico                                                            | 1452                                                 |
| Calendário solar tailandês                                                   | 1745                                                 |

1202 (MCCII, na numeração romana) foi um ano comum do século XIII do Calendário Juliano, da Era de Cristo, e a sua letra dominical foi F (52 semanas), teve início a uma terça-feira e terminou também a uma terça-feira.
No reino de Portugal estava em vigor a Era de César que já contava 1240 anos.
| Ano completo                       |
| ---------------------------------- |
| Ano comum com início à terça-feira |

## Eventos
- Início da Quarta Cruzada.

## Nascimentos
- Matilde II de Bolonha, rainha de Portugal, esposa de D. Afonso III (m. 1262).

## Mortes
- 9 de Novembro - Guilherme VIII de Montpellier m. 1140, Senhor de Montpellier.